# Stylidium
Stylidium es un género con 318 especies de plantas carnívoras de flor perteneciente a la familia Stylidiaceae. 
Se consideran las plantas protocarnivoras o carnívoras por la presencia de tricomas glandulares en los tallos y las flores, que son capaces de atraer, capturar y digerir pequeños insectos.

## Especies seleccionadas
- Stylidium accedens
- Stylidium aceratus
- Stylidium aciculare
- Stylidium affine
- Stylidium calcaratum
- Stylidium ciliatum
- Stylidium debile
- Stylidium graminifolium
- Stylidium laricifolium
- Stylidium pulviniforme
- Stylidium scandens
- Stylidium turbinatum
- Stylidium uniflorum

- Datos: Q1518289
- Multimedia: Stylidium / Q1518289
- Especies: Stylidium